# WASP-50
WASP-50は、エリダヌス座の恒星で11等星。太陽系外惑星が発見されている。

## 概要
G9のスペクトルを持つ黄色の主系列星で、ガイア計画で観測された年周視差によると地球から約606光年の位置にある。半径、質量とも太陽よりやや小さい。
2011年、太陽系外惑星探索コンソーシアム「WASP（Wide Angle Search for Planets）」のチームが2010年から2011年にかけて行ったトランジット法による探査で、木星の約1.44倍の質量を持つ太陽系外惑星WASP-50bが発見された。主星からわずか0.03天文単位 (au) の軌道を約2日の周期で公転している。
| 名称 （恒星に近い順） | 質量             | 軌道長半径 （天文単位） | 公転周期 (日)         | 軌道離心率    | 軌道傾斜角    | 半径             |
| --------------------- | ---------------- | ----------------------- | --------------------- | ------------- | ------------- | ---------------- |
| b (Maeping)           | 1.437 ± 0.068 MJ | 0.02913 ± 0.00064       | 1.9550959 ± 0.0000051 | 0.009 ± 0.006 | 84.74 ± 0.24° | 1.138 ± 0.026 RJ |

## 名称
2019年、世界中の全ての国または地域に1つの系外惑星系を命名する機会を提供する「IAU100 Name ExoWorldsプロジェクト」において、WASP-50 と WASP-50b はタイ王国に割り当てられる系外惑星系となった。このプロジェクトは、「国際天文学連合100周年事業」の一環として計画されたイベントの1つで、タイ王国内での選考、国際天文学連合 (IAU) への提案を経て、2019年12月に最終結果が発表される予定である。このプロジェクトは、「国際天文学連合100周年事業」の一環として計画されたイベントの1つで、タイ国内での選考、国際天文学連合 (IAU) への提案を経て太陽系外惑星とその主星に固有名が承認されるものであった。2019年12月17日、IAUから最終結果が公表され、WASP-50はChaophraya、WASP-50 bはMaepingと命名された。Chaophraya はタイを流れる大河チャオプラヤー川 (Chao Phraya) に、Maeping はチャオプラヤー川の支流の1つであるピン川 (Mae Ping, Mae Nam Ping) に、それぞれちなんで名付けられている。